# Питтель, Рогер
Рогер Питтель (нем. Roger Pyttel; род. 8 мая 1957, Вольфен, Саксония-Анхальт) — восточно-германский пловец, чемпион и призёр чемпионатов Европы, призёр чемпионатов мира и летних Олимпийских игр 1980 года в Москва, участник трёх Олимпиад.

## Карьера
Питтель специализировался на баттерфляе. На летних Олимпийских играх 1972 года в Мюнхене он участвовал в плавании на 100 и 200 метров баттерфляем и эстафете 4×200 метров вольным стилем. В двух первых дисциплинах Питтель не смог пробиться в финальную часть соревнований, а в эстафете сборная ГДР заняла 6-е место.
3 июня 1976 года на чемпионате ГДР стал первым в истории спорстменом, проплывшим дистанцию 200 метров баттерфляем быстрее 2 минут — 1:59.63. Мировой рекорд у Питтеля через 1,5 месяца отобрал американец Майк Брунер, проплывший на Олимпийских играх за 1:59.23.
На Олимпиаде в Монреале Питтель выступал в плавании на 100 и 200 метров баттерфляем, плавании на 100 метров вольным стилем и эстафете 4×200 метров вольным стилем. В плавании баттерфляем Питтель дважды стал 4-м, в плавании на 100 метров вольным стилем не попал в финальный заплыв. В эстафете сборная ГДР стала пятой.
На Олимпиаде в Москве Питтель представлял свою страну в плавании на 100 и 200 метров баттерфляем и комплексной эстафете 4×100 метров. В плавании на 100 метров Питтель стал серебряным призёром Игр (54,94 с), а на вдвое большей дистанции — бронзовым (2:01,39 с). В эстафете команда ГДР заняла 4-е место.